# Société de Production des Aéroplanes Deperdussin

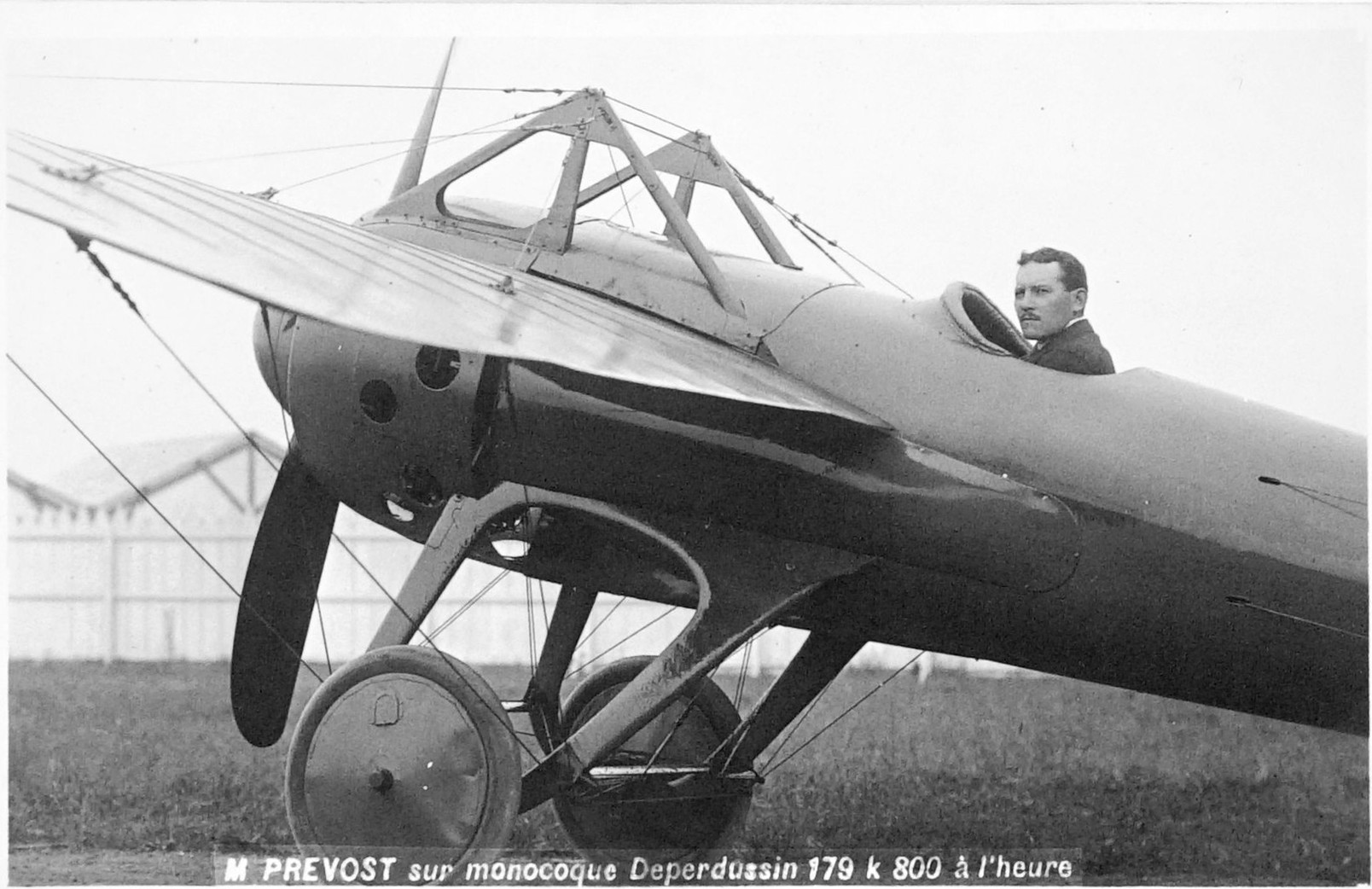
Deperdussin Monocoque, 1913

Société de Production des Aéroplanes Deperdussin (SPAD) war ein französischer Flugzeughersteller.

## Der Beginn – Die Ära Deperdussin

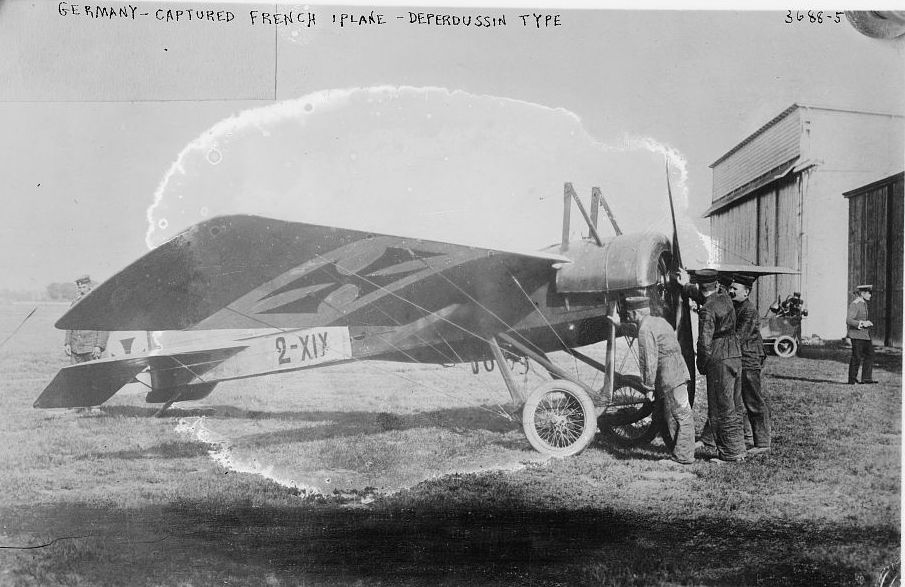
Deperdussin Monoplane nach der Beschlagnahme durch deutsche Truppen im Ersten Weltkrieg

Gegründet wurde das Unternehmen SPAD im Jahre 1909 von Armand Deperdussin, einem Seidenfabrikanten. Unter seiner Leitung war SPAD die Abkürzung für „Société pour Avions Deperdussin“. Der Firmensitz befand sich in Bétheny bei Reims.
Unter Chefingenieur Louis Béchereau stellte SPAD während der Ära Deperdussin einige aufsehenerregende Rennflugzeuge her:
- Deperdussin Typ A
- Deperdussin Typ B
- Deperdussin Monocoque Racer

## Die Ära Blériot
Als Deperdussin im Jahre 1913 wegen Veruntreuung verhaftet wurde, musste SPAD Konkurs anmelden und wurde daraufhin im Jahre 1914 von dem Flugzeugpionier Louis Blériot aufgekauft. Da Blériot einerseits der Firma einen anderen Namen geben wollte, andererseits aber die bekannten Initialen des Werkes behalten wollte, bekam sie von ihm den Namen „Société Pour L´Aviation et ses Dérives“. Béchéreau arbeitete eng mit dem schweizerischen Chefingenieur der Firma La Hispano-Suiza Marc Birkigt zusammen.
Unter der Leitung Blériots stellte das Team Béchéreau/Birkigt bei SPAD folgende bekannte Muster her:

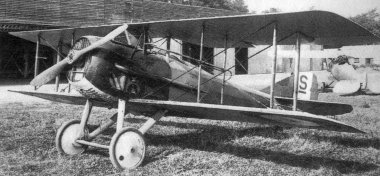
SPAD S.VII

- SPAD A 1
- SPAD A 2

- SPAD A 3
- SPAD A 4
- SPAD A 5
- SPAD S.VI
- SPAD S.VII
- SPAD S.VIII
- SPAD S.IX
- SPAD S.XI
- SPAD S.XII
- SPAD S.XIII
- SPAD S.XIV
- SPAD S.XV
- SPAD S.XVI
- SPAD S.XVII
- SPAD S.XVIII
- SPAD S.XX
- SPAD S.XXI
- SPAD S.XXII
- SPAD S.XXIV
- SPAD S.26
- SPAD S.31

## Das Ende des Unternehmens
Der Höhepunkt der SPAD-Flugzeuge war die Zeit des Ersten Weltkrieges. Danach nahm der Ruf der Firma ab, nicht zuletzt auch, weil Louis Blériot nach dem Krieg einen neuen Betrieb für die Produktion von Verkehrsflugzeugen gegründet hatte, die Blériot Aéronautique, und somit einen Konkurrenten seiner eigenen Firma ins Leben gerufen hatte. Im Jahre 1921 wurde die bisher autonome SPAD in die Blériot Aéronautique integriert; 1936 wurde Blériots Flugzeugunternehmen, wie andere französische Flugzeughersteller auch, verstaatlicht.